# Surniinae
Surniinae (лат.) — подсемейство птиц отряда совообразных. Введено французским орнитологом Шарлем Люсьеном Бонапартом в 1838 году. Типовой род — ястребиные совы. Включает в себя десять родов.

## Классификация
В состав подсемейства включают десять родов (один вымерший), из которых пять (Xenoglaux, Micrathene, Surnia, Uroglaux, Sceloglaux) монотипичны.
- Род Xenoglaux — Андские бакенбардовые сычики
- Род Micrathene — Сычи-эльфы
- Род Aegolius — Мохноногие сычи
- Род Athene — Сычи
- Род Surnia — Ястребиные совы
- Род Glaucidium — Воробиьные сычи
- Род Ninox — Иглоногие совы
- Род Taenioptynx
- Род Uroglaux — Папуанские совы
- Род †Sceloglaux — Смеющиеся совы